# E.M. Forster
Edward Morgan Forster (Marylebone, Londen, 1 januari 1879 - Coventry, 7 juni 1970) was een Engels romanschrijver en essayist.
Zijn werk heeft als thematiek veelal de botsing tussen twee culturen en de onoverbrugbaarheid van de verschillen. Hij haalde inspiratie voor zijn romans uit de reizen die hij maakte naar Egypte, Duitsland en India. Zijn beroemdste roman is A Passage to India, een beschrijving van het leven in India onder Britse heerschappij. Het boek toont de vooroordelen die de Britten en Indiërs ten opzichte van elkaar hebben en de conflicten die daarvan het gevolg zijn.
In ander werk (A Room with a View en Howards End, dat wel als zijn beste werk wordt beschouwd) speelt het conflict tussen maatschappelijke klassen een grote rol. Forster zelf, die uit de gegoede burgerij voortkwam, voelde zich vooral aangetrokken tot jongens uit het arbeidersmilieu. Precies dit cultuurverschil komt ook ten tonele in het postuum in 1971 verschenen Maurice uit 1914, zijn enige roman met een openlijk homoseksuele thematiek. De kritiek heeft wel gepostuleerd dat Forsters creatieve bron na 1924 opdroogde, doordat hij niet de moed had zich te uiten over zijn homoseksuele geaardheid. Zijn seksuele bevrijding beleefde hij tijdens een verblijf in India. Voor zover hij niet op reis was, leefde hij teruggetrokken in een kamer in King's College in Cambridge.
De angsten van Forster voor maatschappelijke uitsluiting worden in verband gebracht met zijn dominante moeder, die trouwens, naarmate haar leeftijd vorderde, juist steeds meer op hém ging leunen. Aangesproken op zijn vermeend gebrek aan solidariteit met de homogemeenschap en op zijn terughoudendheid in vergelijking met de openheid van een bepaalde collega-schrijver, beet Forster volgens de anekdote terug: Yes, but he hasn't got a mother!

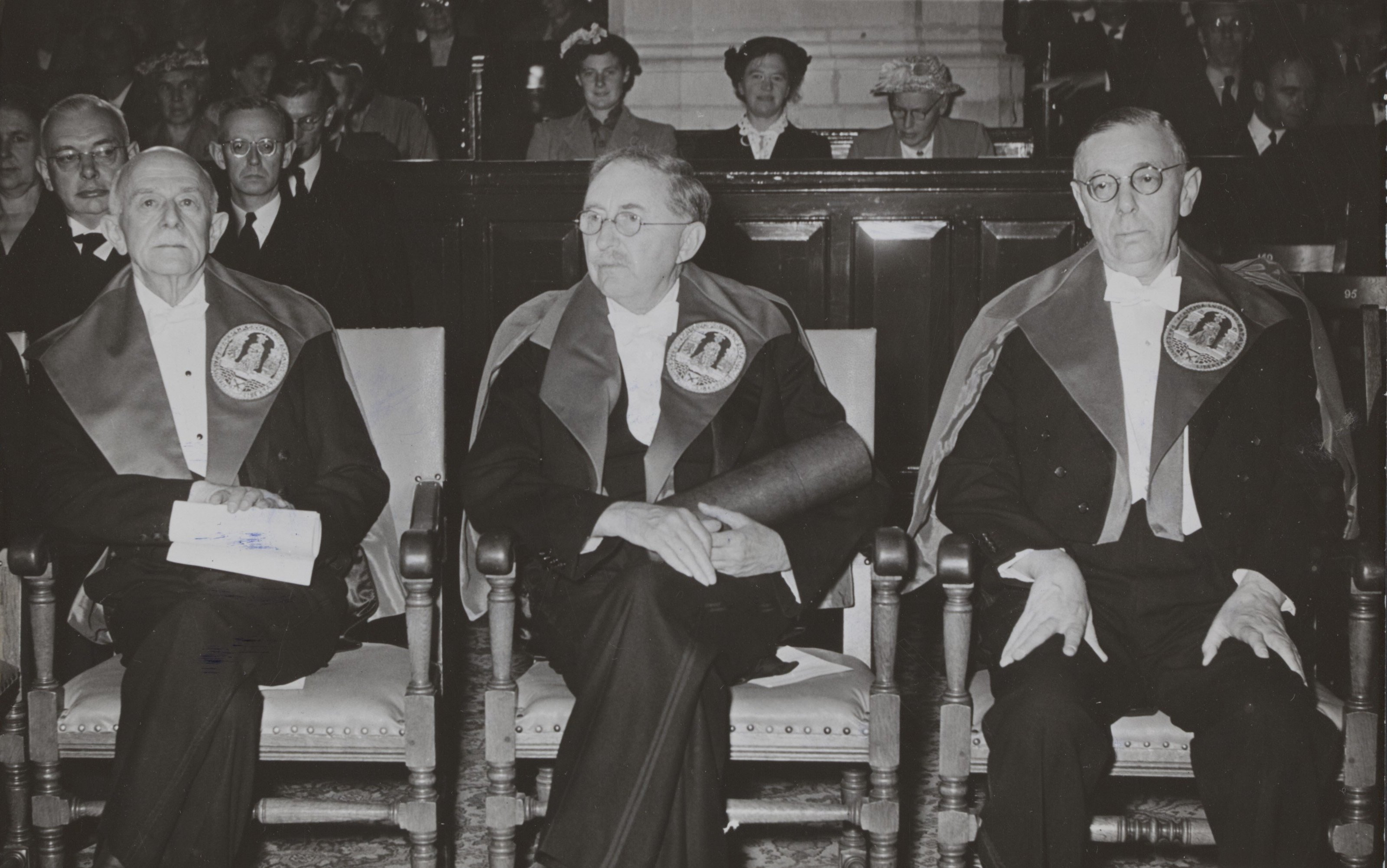
E.M. Forster (midden, eredoctoraat Leiden 1954)

In 1954 ontving Forster een eredoctoraat van de Universiteit Leiden.

## Romans

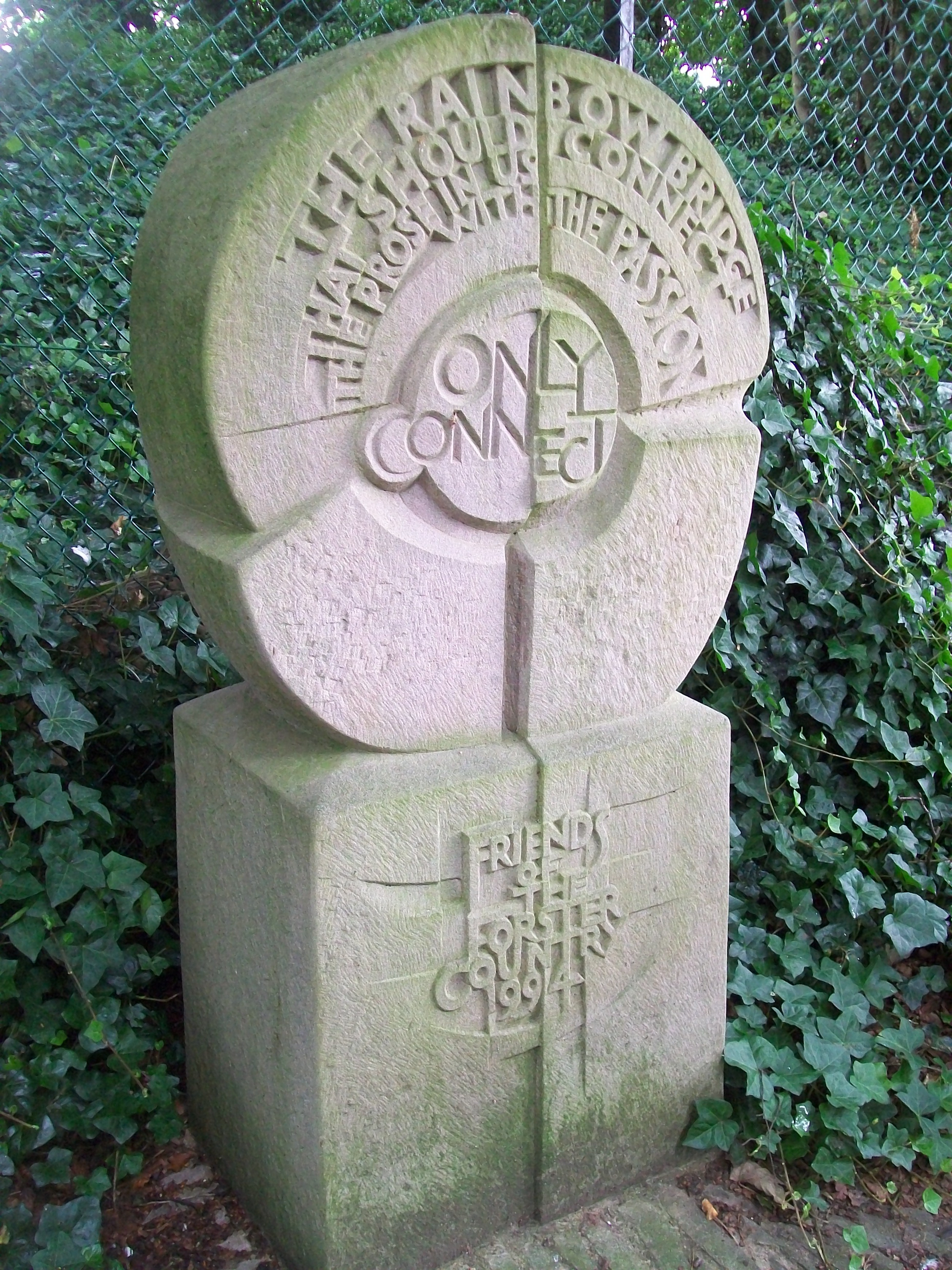
Het monument voor Forster in Stevenage, Hertfordshire, nabij Rooksnest waar Forster opgroeide. Hij baseerde de setting voor zijn roman Howards End op dit gebied, nu informeel bekend als 'Forster Country'.

- 1905 Where Angels Fear to Tread (verfilmd door Charles Sturridge in 1991). Vertaald als: Monteriano. Amsterdam, Tabula, 1984 ISBN 90-70585-07-3; Waar engelen schromen te gaan. Amsterdam, Contact, 1992 ISBN 90-254-0381-6
- 1907 The Longest Journey
- 1908 A Room With A View (verfilmd door James Ivory in 1985). Vertaald als: Een kamer met uitzicht. Amsterdam, Tabula, 1987 ISBN 90-70585-47-2
- 1910 Howards End (verfilmd door Merchant-Ivory in 1992). Vertaald als: Howards end. Amsterdam, Contact, 1993 ISBN 90-254-0244-5
- 1911 The celestial omnibus and other stories
- 1923 Pharos and Pharillon
- 1924 A Passage to India (verfilmd door David Lean in 1984). Vertaald als: De echo van de Marabar. Amsterdam, De Arbeiderspers, 1950; Overtocht naar India. Amsterdam, Athenaeum-Polak & Van Gennep, 1985 ISBN 90-253-0566-0
- 1971 Maurice (geschreven 1913-1914 en postuum gepubliceerd in 1971; verfilmd door Merchant-Ivory). Vertaald als: Maurice. Amsterdam, Athenaeum - Polak en van Gennep, 1977
- 1980 Arctic Summer (postuum verschenen; onafgewerkt)

## Ander werk
- 1922 Alexandria, a history and a guide (reisverhaal)
- 1927 Aspects of the novel (lezing)
- 1934 Goldsworthy Lowes Dickinson, and related writings (biografie)
- 1936 Abinger harvest (essay)
- 1940 England's pleasant land. A pageant play (toneelspel)
- 1942 Virginia Woolf. (lezing gehouden in het Senate House te Cambridge, 29 mei 1941, en aan de Royal institution of Great Britain, 5 maart 1942)
- 1947 The collected tales of E. M. Forster (Eerst verschenen in 2 dl.: The celestial omnibus. 1911. The eternal moment. 1928). Gedeeltelijk vertaald als: De hemelse paardetram, en andere verhalen. Amsterdam, Meulenhoff, 1966
- 1951 Two cheers for democracy (essay)
- 1953 The hill of Devi. Being letters from Dewas State Senior (reisverhaal)
- 1956 Marianne Thornton (1797 - 1887). A domestic biography (biografie)
- 1972 The life to come, and other stories. Vertaald als: De obelisk en andere verhalen. Utrecht, Veen, 1988 ISBN 90-204-2262-6